# Діалект
Діале́кт, діялект (до 1933) (грец. διαλέγομαι, dialegomai «розмовляти, спілкуватись, вести розмову одне з одним» звідки διάλεκτος), також відомий українською як говір — місцевий різновид національної мови.
Структуровий зв'язок між всіма діалектичними підвидами такий: мова → супрадіалект/наріччя → діалект/говір → субдіалект/говірка.
Розвиток суспільства неабияк впливає на діалектне мовлення народу.

## Територіальні і соціальні різновиди діалектів
Відтак, розрізняють територіальний і соціальний різновиди діалектів. Найчастіше поняття діалект уживають у значенні територіального діалекту, натомість на означення соціального діалекту уживають терміни соціолект або жаргон, арґо, сленг, просторіччя як різновиди соціодіалектів.
Територіальний діалект — різновид національної мови, якому властива відносна структурна близькість і який є засобом спілкування людей, об'єднаних спільністю території, а також елементів матеріальної і духовної культури, історично-культурних традицій, самосвідомості.
Соціальний діалект — різновид національної мови, якому властива відносна структурна близькість і який є засобом спілкування людей, об'єднаних спільним соціальним колом, як наприклад спільною роботою, спортивною командою, гуртком тощо.

## Етимологія
Діалект — запозичення з грецької мови; етимоном грецького διάλεκτος є «мова; розмова; діалект» є похідним від διάλέγω «розмовляю», утвореного за допомогою префікса διά- від λέγω «говорю, називаю», пов'язаного λόγος «слово, мова». λόγος — «слово, значення, поняття, наука».

## Діалектна ієрархія
Діалект територіальний ототожнюють з говором. Сукупність структурно близьких діалектів утворює наріччя, сукупність усіх наріч — діалектну мову, що є однією з двох основних форм (поряд з літературною мовою) існування національної мови. У межах наріччя чи діалектної мови діалект протиставляється іншим діалектам сукупністю ознак у звуковій, граматичній, словотворній будові, лексиці, фразеології, хоч і має з ними спільні риси на різних структурних рівнях. Контрастність цього протиставлення зумовлюється сукупністю і функціональним навантаженням тих рис, якими ці діалекти протиставляються.

## Межі діалектів
Межі діалекту окреслюються на підставі лінгвістичного картографування (див. Лінгвістична географія) пасмами ізоглос. Взаємопроникнення рис сусідніх діалектів, їхня тривала взаємодія спричиняють появу говірок перехідного типу у «зоні вібрації» ізоглос; у перехідних говірках риси взаємодіючих діалектів поєднуються з новими, що витворилися у їхній структурі. Крім власне мовного (лінгвогеографічного) окреслення меж діалекту, можливе виділення їх на підставі поєднання мовних особливостей і меж поширення типових явищ традиційного етнографічно-культурного районування.
Межі діалекту історично рухомі, їхня зміна може зумовлюватися як переміщенням ізоглос визначальних рис діалекту у процесі міждіалектної взаємодії (так звана мовна експансія, наприклад, переміщення на північ ізофони дифтонгів), так і колонізацією носіями діалекту нових територій (наприклад, поширення гуцульського діалекту на Мараморощині й Буковині в XVII—XIX ст.).
Структурні особливості діалекту з часом зазнають змін унаслідок міждіалектної взаємодії та впливу літературної мови (див. діалект, літературна мова), проте Діалект як форма існування національної мови не зникає, а лише трансформується у нову якість. Зміни у різних діалектах і говірках того самого діалекту відбуваються нерівномірно: інтенсивніші спостерігаються поблизу великих економічних, культурних центрів; менш відчутні — у маргінальних та відносно ізольованих природними умовами (гори, ліси, болота) говірках. Напрям змін переселенських говірок в іншомовному оточенні визначається характером міжмовної взаємодії.

## Діалект, літературна і загальнонародна мови
Літературна мова має якнайтісніший зв'язок з загальнонародною мовою, з мовою народності і національною мовою, на базі яких вона складається. З другого боку, літературна мова, як і загальнонародна мова, тісно зв'язана з територіальними діалектами. Загальнонародна мова протиставиться специфічним особливостям кожного окремо взятого діалекту, але вона не протиставиться спільним рисам усіх місцевих діалектів на території одного народу. Загальнонародна мова і будь-який територіальний діалект не ототожнюються, але загальнонародна мова тісно пов'язується з усіма територіальними діалектами.
Б. В. Кобилянський виділив властиві риси діалекту, який відрізняє його від загальнонародної мови:
1. діалекти, як продукт історичного розвитку, існують здавна в загальнонародній мові. Історія народних говорів тісно пов'язана з історією загальнонародної мови, а також з історією літературної мови[6];
2. місцеві діалекти підпорядковуються загальнонародній мові, яка завжди виступає як спільна ознака народу;
3. місцеві діалекти — це нижчі форми по відношенню до національної мови, як вищої форми;
4. діалект і мова (загальнонародна, літературна, національна) — поняття не тотожні;
5. наявність діалектів не заперечує, а підтверджує існування загальнонародної мови;
6. місцеві (територіальні) діалекти мають свою граматичну будову і свій основний словниковий фонд, які (як було відзначено) в основному не відрізняються від граматичної будови і основного словникового фонду загальнонародної мови;
7. місцеві діалекти обслуговують народні маси, звичайно, кожний на своїй обмеженій території;
8. деякі місцеві діалекти на певному етапі історичного розвитку можуть лягти в основу національної мови, коли вона починає формуватися;
9. місцеві діалекти можуть в певних історичних умовах (у випадку розпаду єдиної загальнонародної мови) дати початок утворенню окремих самостійних мов